# Anne van Andel
Anne van Andel (29 juli 1990) is een Nederlandse atlete, die gespecialiseerd is in het snelwandelen. Ze werd meermaals Nederlands kampioene en is nationaal recordhoudster op de 20.000 m, 20 km en 50 km.

## Nederlandse Kampioenschappen

### Outdoor
| Onderdeel          | Jaar       |
| ------------------ | ---------- |
| 20 km snelwandelen | 2019, 2022 |
| 10 km snelwandelen | 2020, 2021 |

### Indoor
| Onderdeel           | Jaar |
| ------------------- | ---- |
| 3000 m snelwandelen | 2014 |

## Persoonlijke Records

### Outdoor
Baan
| Onderdeel             | Prestatie      | Datum           | Plaats    |
| --------------------- | -------------- | --------------- | --------- |
| 3000 m snelwandelen   | 14.49,68       | 15 juni 2015    | Drunen    |
| 5000 m snelwandelen   | 25.00,91       | 2 juli 2022     | Best      |
| 10.000 m snelwandelen | 52.26,79       | 26 juni 2022    | Charleroi |
| 20.000 m snelwandelen | 1:52.07,9 (NR) | 13 oktober 2015 | Rotterdam |

Weg
| Onderdeel          | Prestatie    | Datum             | Plaats    |
| ------------------ | ------------ | ----------------- | --------- |
| 10 km snelwandelen | 53.33        | 3 oktober 2021    | Tilburg   |
| 20 km snelwandelen | 1:47.37 (NR) | 25 september 2022 | Montreuil |
| 50 km snelwandelen | 5:19.18 (NR) | 23 mei 2015       | Weert     |

### Indoor
| Onderdeel           | Prestatie | Datum            | Plaats |
| ------------------- | --------- | ---------------- | ------ |
| 3000 m snelwandelen | 14.41,78  | 17 februari 2018 | Gent   |

## Palmares

### 3000 m snelwandelen
- 2014:  NK indoor - 17.10,56

### 10 km snelwandelen
- 2020:  NK - 56.42
- 2021:  NK - 53.33

### 20 km snelwandelen
- 2015: 14e Lugano Trophy - Memorial Mario Albisetti - 1:51.31
- 2018: 11e Lugano Trophy - Memorial Mario Albisetti - 1:50.52
- 2019:  NK - 1:53.19
- 2022:  NK - 1:52.23